# Веймелка, Карел
Карел Веймелка (чеш. Karel Vejmelka; 25 мая 1996, Тршебич, Чехия) — чешский хоккеист, вратарь клуба НХЛ «Юта Маммот». Чемпион Чехии 2017 и 2018 годов. Чемпион мира 2024 года.

## Карьера
Карел Веймелка является воспитанником хоккея команды «Горацка Славия» из города Тршебич. В сезоне 2014/15 дебютировал в Экстралиге за «Пардубице». С сезона 2015/16 играет за «Комету» из Брно. Был сменщиком основного вратаря «Кометы» Марека Чильяка. В 2017 и 2018 году стал чемпионом Экстралиги. После ухода Чилиака перед началом сезона 2018/19 стал основным вратарём «Кометы». В ноябре 2019 года был впервые вызван в сборную Чехии для участия в Еврохоккейтуре, но так и не провёл ни одной игры в составе сборной, оставшись в запасе.
5 мая 2021 года было объявлено о том, что Карел Веймелка подписал 1-летний контракт с клубом НХЛ «Аризона Койотис».

## Достижения
Чемпион Чехии 2017 и 2018
 Серебряный призёр чемпионата мира среди юниоров 2014
 Чемпион мира 2024

## Статистика
Обновлено на конец сезона 2020/2021
Всего за карьеру провёл 266 игр (Экстралига — 177, Чешская первая лига — 81, Лига чемпионов — 8)